# Хайнрих VI (Люксембург)
Вижте пояснителната страница за други личности с името Хайнрих VI.
Хайнрих VI (на френски: Henri VI de Luxembourg, на немски: Heinrich VI von Luxemburg, * 1240, † 5 юни 1288) е граф на Люксембург от 1281 до 1288 г. и маркграф на Арлон.

## Произход
Той е най-големият син на граф Хайнрих V Люксембургски Русия († 24 декември 1281) и Маргарета де Бар (* 1220, † 1275), дъщеря на Хайнрих II, граф на Бар, и Филипа де Дрьо.

## Управление
От май 1270 до май 1271 г. Хайнрих поема управлението, когато баща му придружава френския крал Луи IX на седмия кръстоносен поход.
Хайнрих VI приема активно участие във война за Лимбургското наследство, която започва след смъртта на Ирменгарда, херцогиня на Лимбург, и поддържа Зигфрид фон Вестербург, архиепископ на Кьолн, противник на когото е Ян I, херцог на Брабант, купил правата на херцогството от претендента на Лимбург графа Берг – Адолф V фон Берг.
Хайнрих VI има права на херцогство чрез неговия дядо, Валеран III. През май 1288 година армията на Хайнрих VI се придвижва в направление на Кьолн. По пътя неговата войска се разраства за сметка на присъединяване на васали и множества доброволци. В края на май Хайнрих VI се присъединява към Райналд I, граф на Гелдерн. Накрая, Райналд I се отказва от всички свои права над Лимбург и продава херцогството за 40 000 марки в брабантски динари на Хайнрих VI и неговия брат Валеран.
Хайнрих VI е убит в битката при Воринген (1288) по времето на Лимбургската наследствена война. Заедно с него са убити и брат му Валрам от Люксембург-Лигни и полубратята му Хайнрих от Хуфалице и Балдуин.
- Битката при Воринген
- Рисунка на Хайнрих VI Люксембургски в „Брабантските Yeesten“ при битката при Воринген

## Брак и деца
Хайнрих се жени през 1260/1261 г. за Беатрис д'Авен († 1 март 1321), дъщеря на Балдуин от Авен. Те имат децата:
- Хайнрих VII (1274 – 1313), от 13 юни 1311 г. император на Свещената Римска империя
- Балдуин (1285 – 1354), курфюрст и архиепископ на Трир
- Магарета († 14 февруари 1337), монахиня в Лил, абатеса на манастир Мариентал
- Фелицита († 6 октомври 1336), ∞ 1298 Йохан от Льовен
- Валрам (* 1280, † 21 юли 1311 при обсадата на Бреша)